# Physique de la planche à roulette
 (octobre 2016).

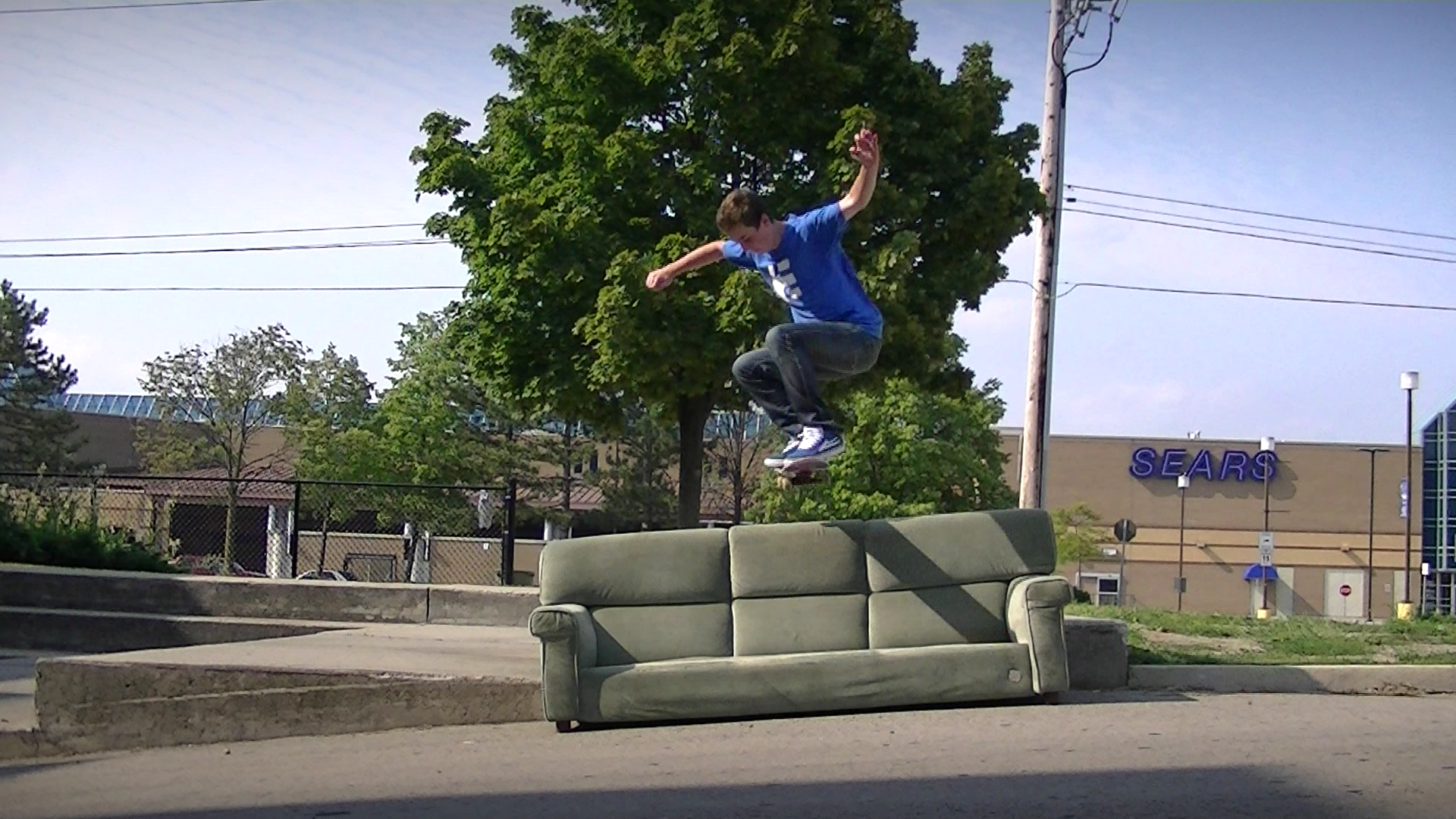
Skateur qui effectue un ollie

Le saut en planche à roulette semble défier la loi de la gravité. Mais à l’aide de la physique et l’analyse des forces, cette manœuvre est facilement expliquée. 

## Historique

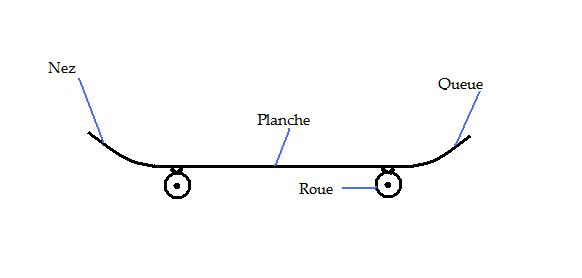
Composants de la planche à roulette

Le sport de la planche à roulette a pris son départ durant les années 1950 en Californie. En 1975, la planche à roulette est révolutionnée avec la nouvelle technologie de construction, ceci provoque une grande progression dans la complexité et la difficulté de ce que font les skateurs. À la base de ces voltiges, il y a le ollie, une manœuvre dans laquelle le skateur et la planche à roulette prennent leur envol comme une unité.     

## Le saut (ollie)
Avant que le saut débute, la masse du skateur, la force de la gravité et la force normale du sol agissant sur les roues. Le saut débute à partir de l’énergie potentielle élastique présente lorsque le skateur plie ses jambes. En étendant ses jambes, en appliquant une force explosive vers le bas et en gardant la majorité de son poids sur la jambe arrière, la queue de la planche frappe le sol avec une force brute. Ceci exerce la troisième loi de Newton qui dit, pour chaque force il exister une force égale et inverse de réaction. Cet impact propage la planche vers le haut à un angle d’environ 30° par rapport au sol[réf. nécessaire]. Immédiatement après l’impact entre la queue et le sol, le skateur glisse brusquement son pied avant vers le nez de la planche afin de lever la queue de la planche et me fois que la planche est au niveau, il suffit de laisser la force de gravité tirer le skateur et la planche jusqu’au sol. Toutes les forces mise en action lors de cette manœuvre peuvent se calculer avec l’équation ci-dessous[réf. nécessaire].
{\displaystyle F=ma}
{\displaystyle F_{g}=9,8{\frac {m}{s^{2}}}}
{\displaystyle F} - Force (N)
{\displaystyle m} - masse du skateur (kg)

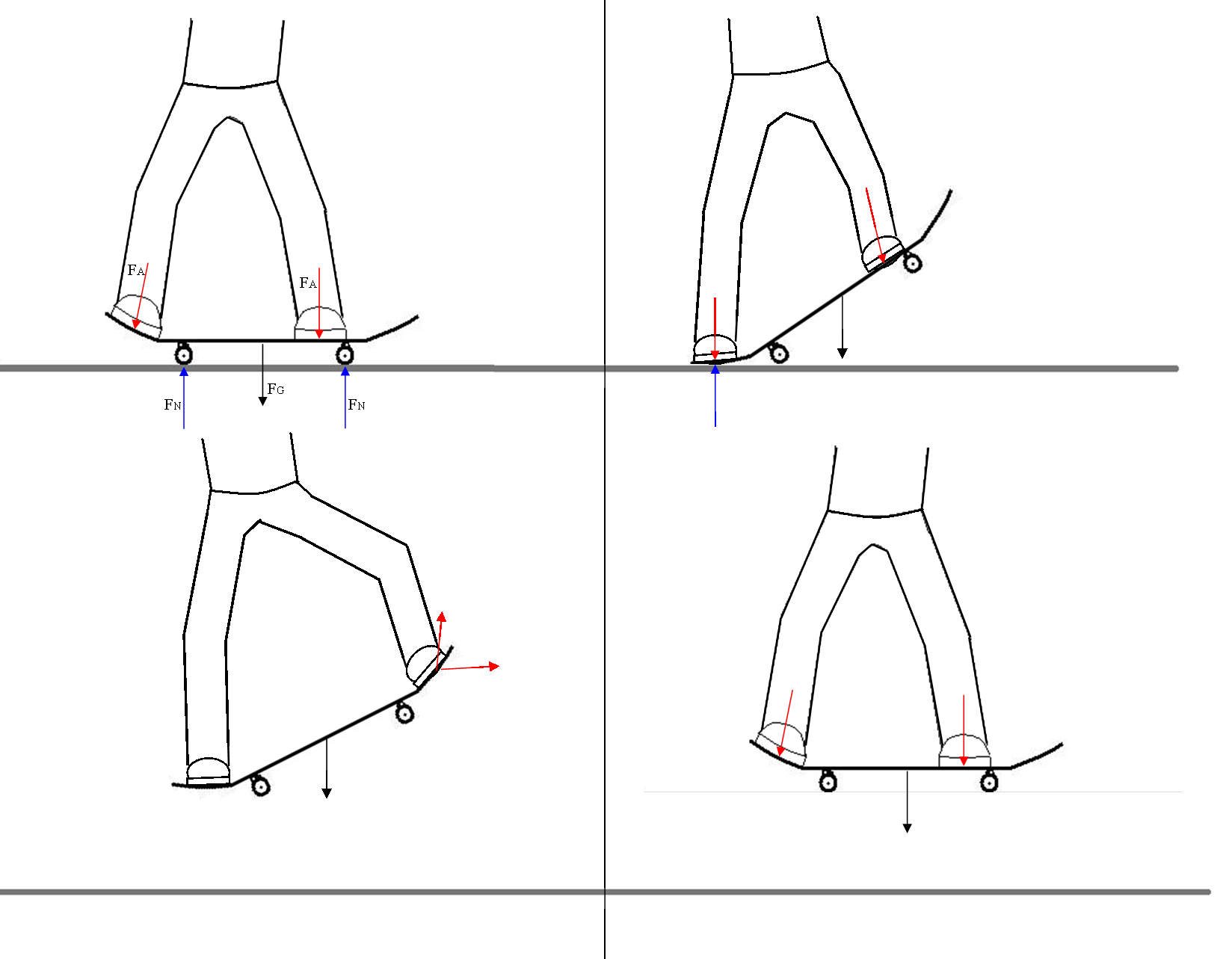
Analyse des forces lors d'un ollie

{\displaystyle a} - accélération de la jambe du skateur (m/s2)

## Énergie cinétique
L’énergie cinétique du système skateur-planche à roulette, provient de l’énergie potentielle emmagasinée dans les jambes du skateur. Lorsque le skateur met son pied arrière par terre et pousse vers l'arrière, il crée un élan qui le met en mouvement. La force qu’applique le skateur avec sa jambe, détermine la puissance de l’énergie cinétique. L'énergie cinétique se calcule à l'aide de l'équation ci-dessous.
{\displaystyle E_{c}={\frac {1}{2}}mv^{2}}
{\displaystyle E_{c}} – Énergie cinétique (J)
{\displaystyle m} – masse du skateur et le skateboard (kg)
{\displaystyle v} – vitesse du système skateur-planche à roulette (m/s^2)

## Coefficient du frottement
Lorsque la planche à roulette est en mouvement, il y a une force de frottement cinétique entre les roues et le sol. Cette force ce calcule avec l’équation ci-dessous. 
{\displaystyle F_{F}=\mu F_{N}}
{\displaystyle F_{F}} – Force de frottement (N)
{\displaystyle \mu } – Coefficient de frottement
{\displaystyle F_{N}} – Force normale (N)

## Projectile
En utilisant son énergie cinétique et son énergie potentielle élastique, le skateur est capable de sauter par-dessus des objets. Le skateur doit s’assurer d’avoir assez de mouvement horizontale et verticale afin de pouvoir réussir le saut. 
Distance horizontale > Longueur de l’objet 
Distance verticale > Hauteur de l’objet 
{\displaystyle \Delta d_{v}=V_{i}\Delta tsin\Theta +{\frac {1}{2}}a_{g}(\Delta t)^{2}}
{\displaystyle \Delta d_{h}=V_{i}\Delta tcos\Theta }

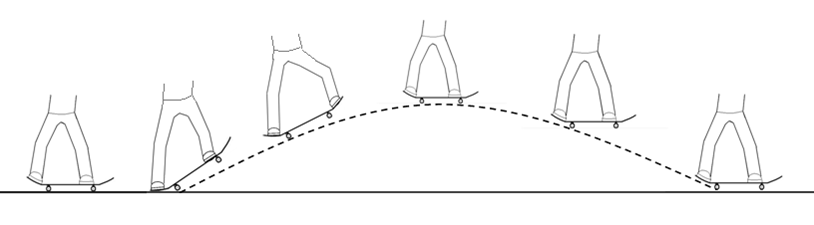
Trajectoire d'un ollie en mouvement

{\displaystyle \Delta d_{h}} – Distance horizontale parcourue (m)
{\displaystyle \Delta d_{v}} – Distance verticale parcourue (m)
{\displaystyle v_{i}} – Vitesse initiale (m/s)
{\displaystyle \Delta t} – Temps écoulé (s)
{\displaystyle a_{g}} – Accélération due à gravité (m/s^2)
{\displaystyle cos\Theta } – Cosinus de l’angle 
{\displaystyle sin\Theta } – Sinus de l’angle

## Sources
http://skateboard.about.com/cs/boardscience/a/brief_history.htm
http://lphe.epfl.ch/bay/cours/p-2.pdf
http://www.real-world-physics-problems.com/physics-of-skateboarding.html
http://www.kidzworld.com/article/5207-the-science-of-skateboarding
http://www.riverdeep.net/current/2001/05/051401_m_skateboard.jhtml
http://skateboard.about.com/cs/boardscience/a/brief_history.htm
http://www.skateboardingskateboards.com/skateboarding-history/
http://www.thecherrycreeknews.com/news-mainmenu-2/1-latest/5691-the-physics-of-skateboarding.html